# Monte dei Sette Fratelli
Monte dei Sette Fratelli este o arie protejată (arie de protecție specială avifaunistică — SPA) din Italia întinsă pe o suprafață de 40.474 ha, integral pe uscat.

## Localizare
Centrul sitului Monte dei Sette Fratelli este situat la coordonatele 39°25′41″N 9°22′26″E / 39.428078°N 9.373993°E.

## Înființare
Situl Monte dei Sette Fratelli a fost declarat arie de protecție specială avifaunistică în iulie 2009 pentru a proteja 1 specie de plante și 26 de specii de animale.

## Biodiversitate
Situată în ecoregiunea mediteraneană, aria protejată conține 11 habitate naturale: Galerii de Salix alba și de Populus alba, Păduri de Quercus suber, Iazuri temporare mediteraneene, Păduri de Quercus ilex și Quercus rotundifolia, Păduri de Olea și Ceratonia, Tufărișuri termo-mediteraneene și de pre-deșert, Matorral arborescenți cu Juniperus spp., Păduri aluvionare cu Alnus glutinosa și Fraxinus excelsior (Alno-Padion, Alnion incanae, Salicion albae), Pseudostepă cu ierburi și specii anuale de Thero-Brachypodietea, Galerii și tufărișuri riverane sudice (Nerio-Tamaricetea și Securinegion tinctoriae), Phrygana endemică cu Euphorbio-Verbascion.
La baza desemnării sitului se află mai multe specii protejate:
- plante (1): Carex panormitana
- păsări (12): uliu porumbar (Accipiter gentilis arrigonii), pescăruș albastru (Alcedo atthis), Alectoris barbara, fâsă-de-câmp (Anthus campestris), acvilă de munte (Aquila chrysaetos), caprimulg (Caprimulgus europaeus), egretă mică (Egretta garzetta), șoim călător (Falco peregrinus), sfrâncioc roșiatic (Lanius collurio), ciocârlie de pădure (Lullula arborea), Sylvia sarda, silvie de tufiș (Sylvia undata)
- amfibieni (2): Discoglossus sardus, Speleomantes sarrabusensis
- mamifere (6): Cervus elaphus corsicanus, liliac cărămiziu (Myotis emarginatus), Myotis punicus, muflon (Ovis aries musimon), liliacul mare cu potcoavă (Rhinolophus ferrumequinum), liliacul mic cu potcoavă (Rhinolophus hipposideros)
- nevertebrate (2): croitorul mare al stejarului (Cerambyx cerdo), Papilio hospiton
- reptile (4): țestoasa de baltă (Emys orbicularis), Euleptes europaea, țestoasă bănățeană (Testudo hermanni), Testudo marginata

Pe lângă speciile protejate, pe teritoriul sitului au mai fost identificate 54 de specii de păsări, 3 specii de amfibieni, 1 specie de nevertebrate, 1 specie de pești, 7 specii de reptile.